# Kolekcja Philippi

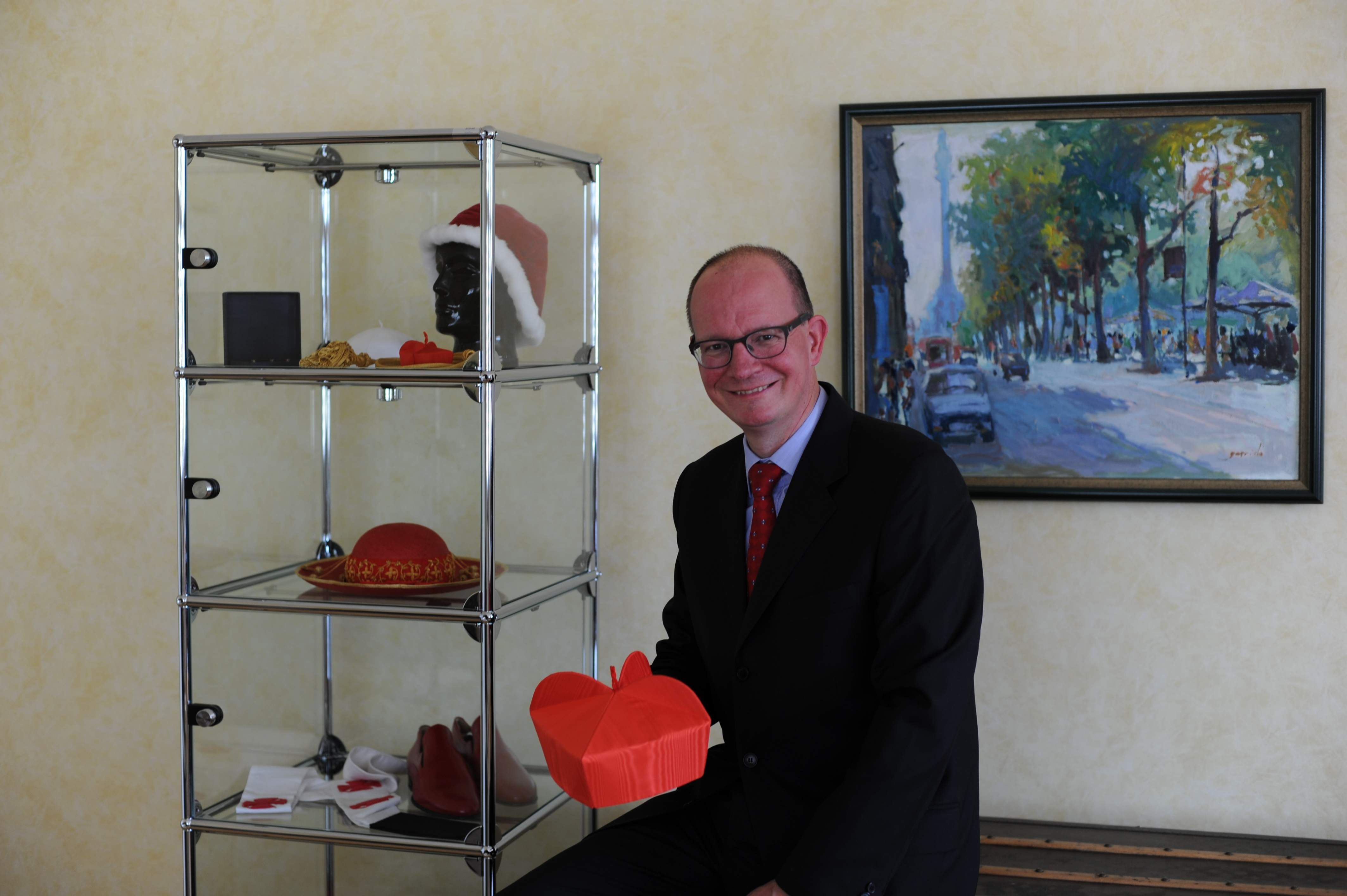
Dieter Philippi ze swoim pierwszym egzemplarzem kolekcji, biretem kardynalskim z czerwonej mory jedwabnej

Kolekcja Philippi – prywatna kolekcja nakryć głowy związanych z wiarą, religią i duchowością, której właścicielem jest Dieter Philippi, prezes zarządu firmy Herweck AG z Saarbrücken.

## Kolekcja

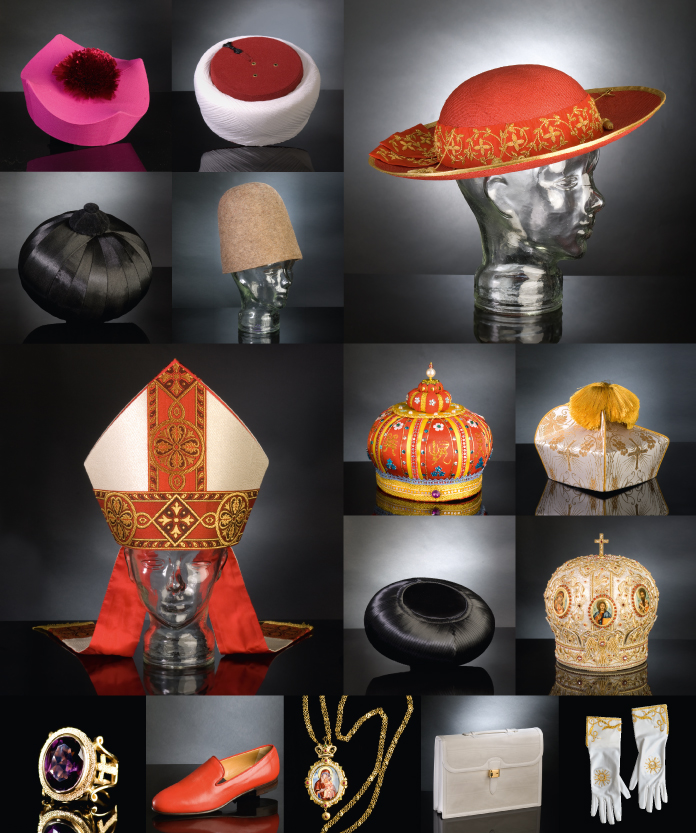
Eksponaty z kolekcji Philippi

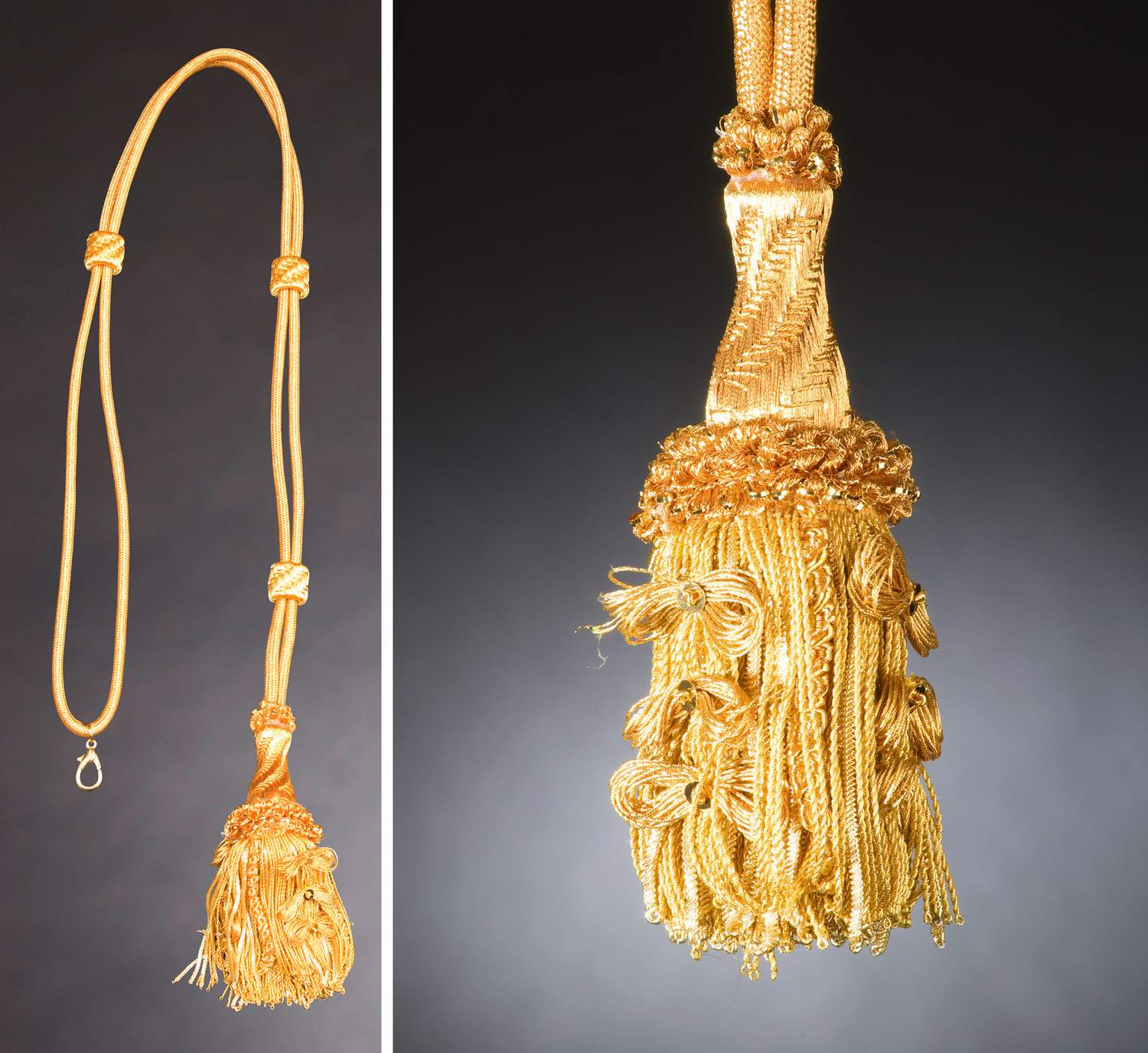
Złoty sznur pektoralny – noszony w Kościele rzymskokatolickim przez papieża

Na kolekcję składa się ponad pięćset okryć głowy dostojników i wyznawców chrześcijaństwa, islamu, judaizmu, kaodaizmu, shintōizmu, buddyzmu, sikhizmu, kościoła wolnego, sufizmu, anabaptyzmu i innych wspólnot wyznaniowych.
Do tego dochodzi ponad sto sztuk eksponatów proweniencji kościelnej jak na przykład buty papieża, rękawiczki pontyfikalne, płaszcze rzymskie, krzyże pektoralne, pierścienie biskupie, porcelana papieska, pasy do sutanny, szal kardynalski i dużo innych.
Oprócz tego zbiór zawiera 52 sznury pektoralne, częściowo wyprodukowane w pasmanteryjnych zakładach rzemieślniczych. W Kościele rzymskokatolickim na sznurach pektoralnych papież, kardynałowie i biskupi noszą krzyże (pektorały).

## Lokalizacja
Obecnie zbiór nie jest udostępniony publicznie, ale otwiera się go dla osób zainteresowanych po wcześniejszym zgłoszeniu telefonicznym. Zbiór znajduje się w Kirkel w Zagłębiu Saary.

## Wystawy
- Od października 2010 do czerwca 2011: niewielką część zbioru prezentowało Niemieckie Muzeum Higieny w Dreźnie na wystawie „Siła religii“.

## Galeria

Kilka wybranych nakryć głowy i obiekty ze zbioru Philippi
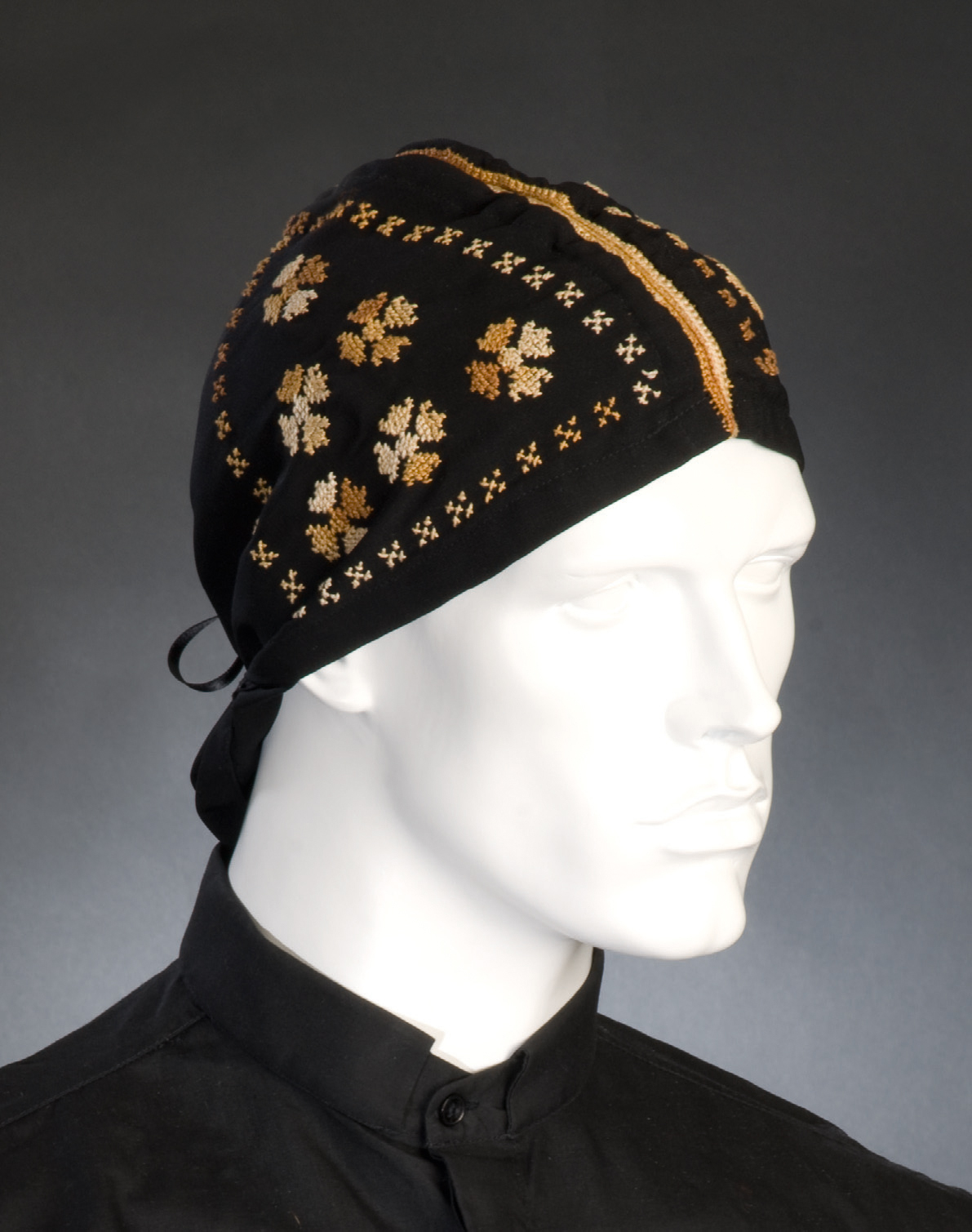
Kalansowa (Kalansoah, Qalansuwah, Kalansawa) – Noszone w kościele koptyjsko-ortodoksyjnym przez biskupów i księży, którzy należą do stanu zakonnego.
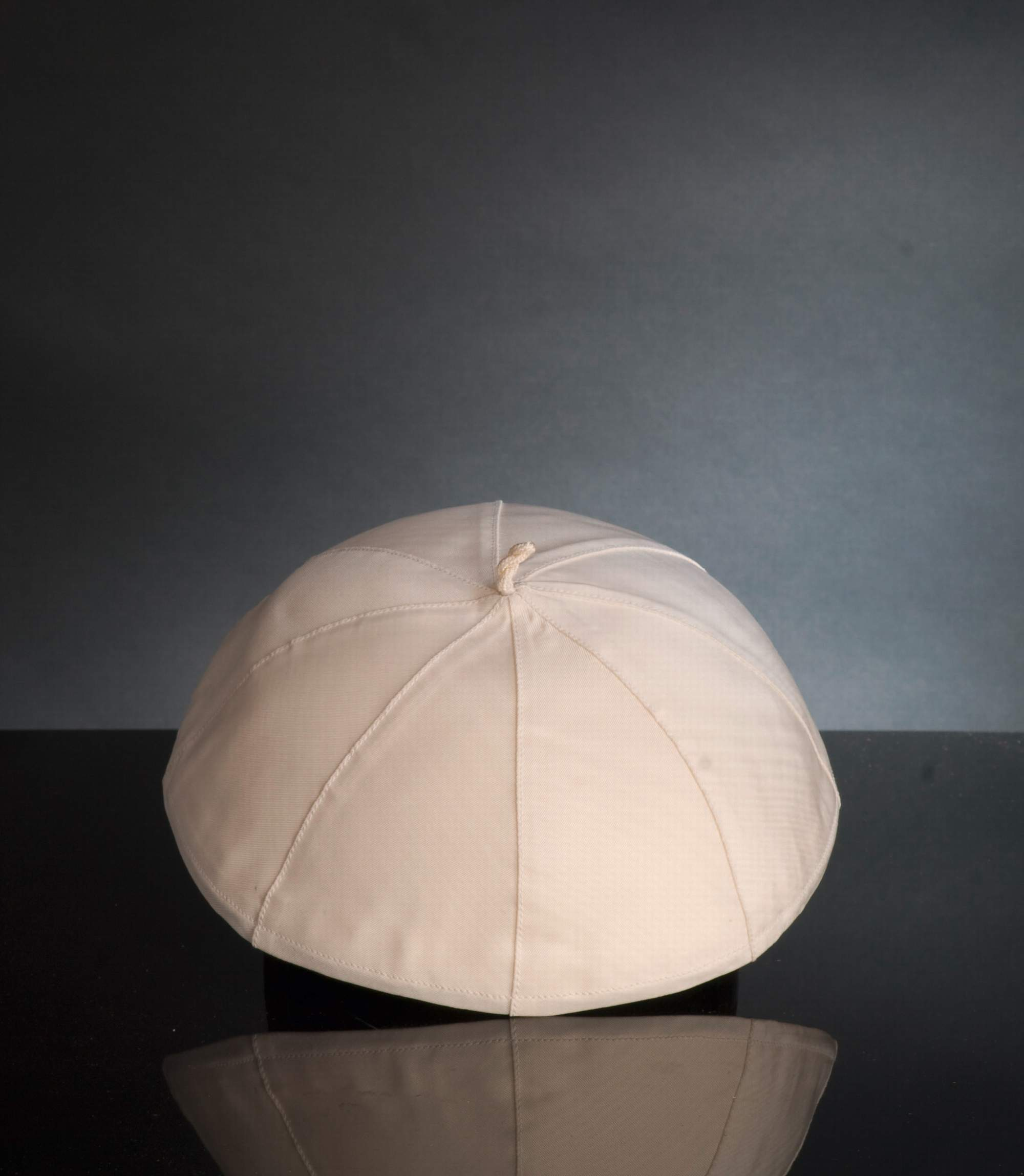
Piuska (Zucchetto, Pileolus, Soli Deo) z białego jedwabiu – noszona przez papieża
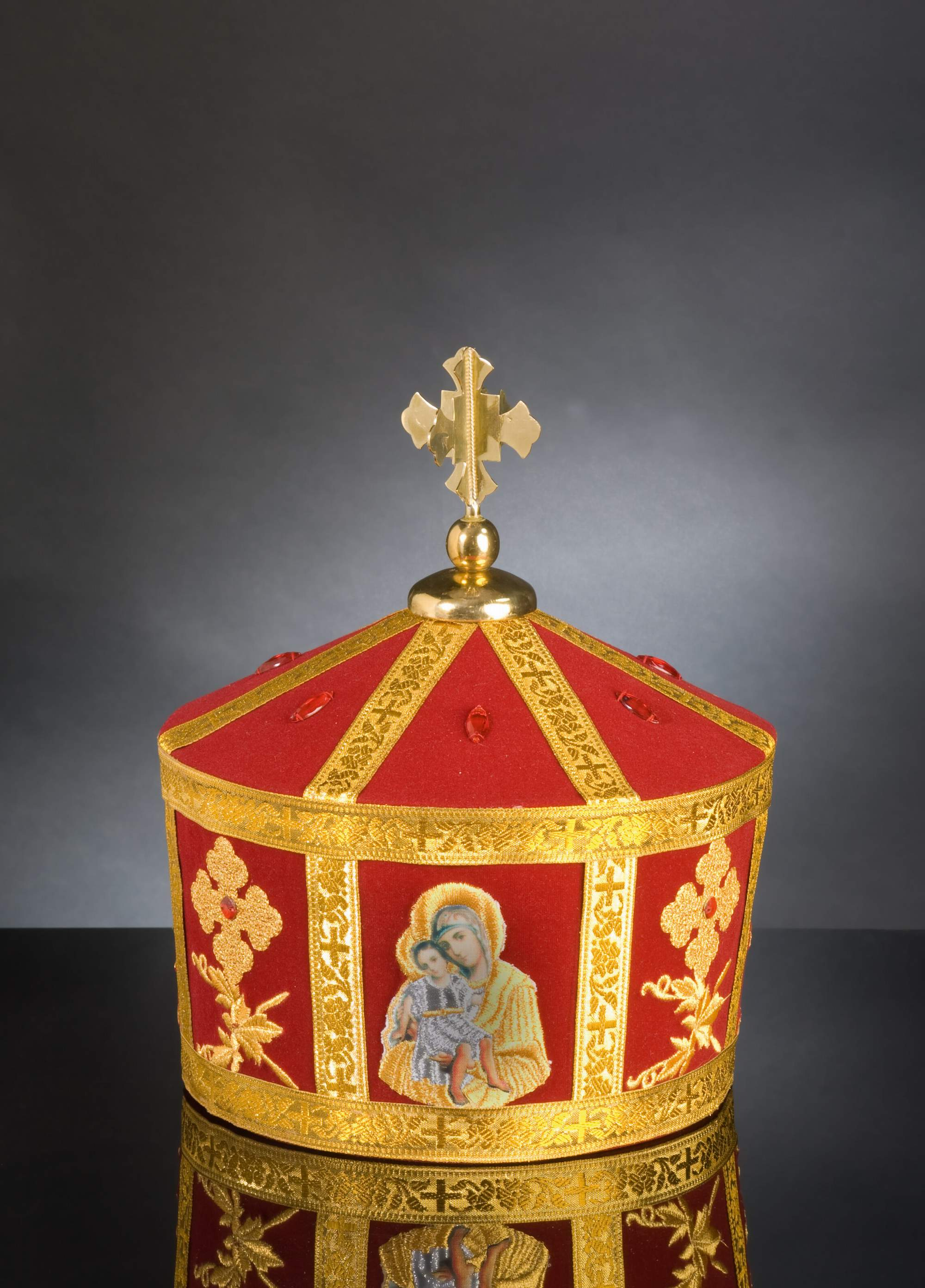
Saghavard – noszona w Apostolskim Kościele Ormiańskim przez kapłanów w czasie liturgii.
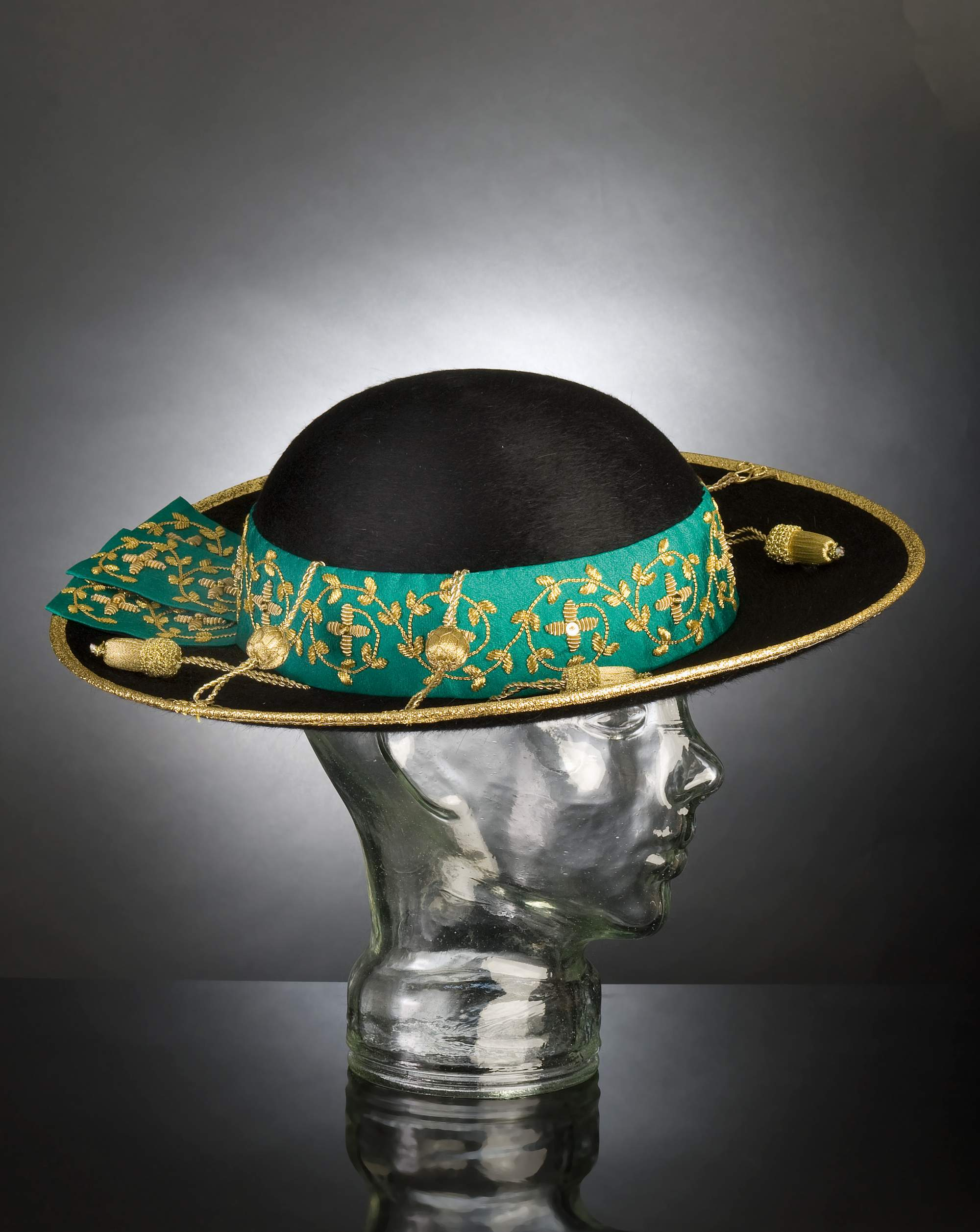
Saturno (Cappello Romano) arcybiskupa z pracochłonnymi haftami z drutu ze złota i bulionu
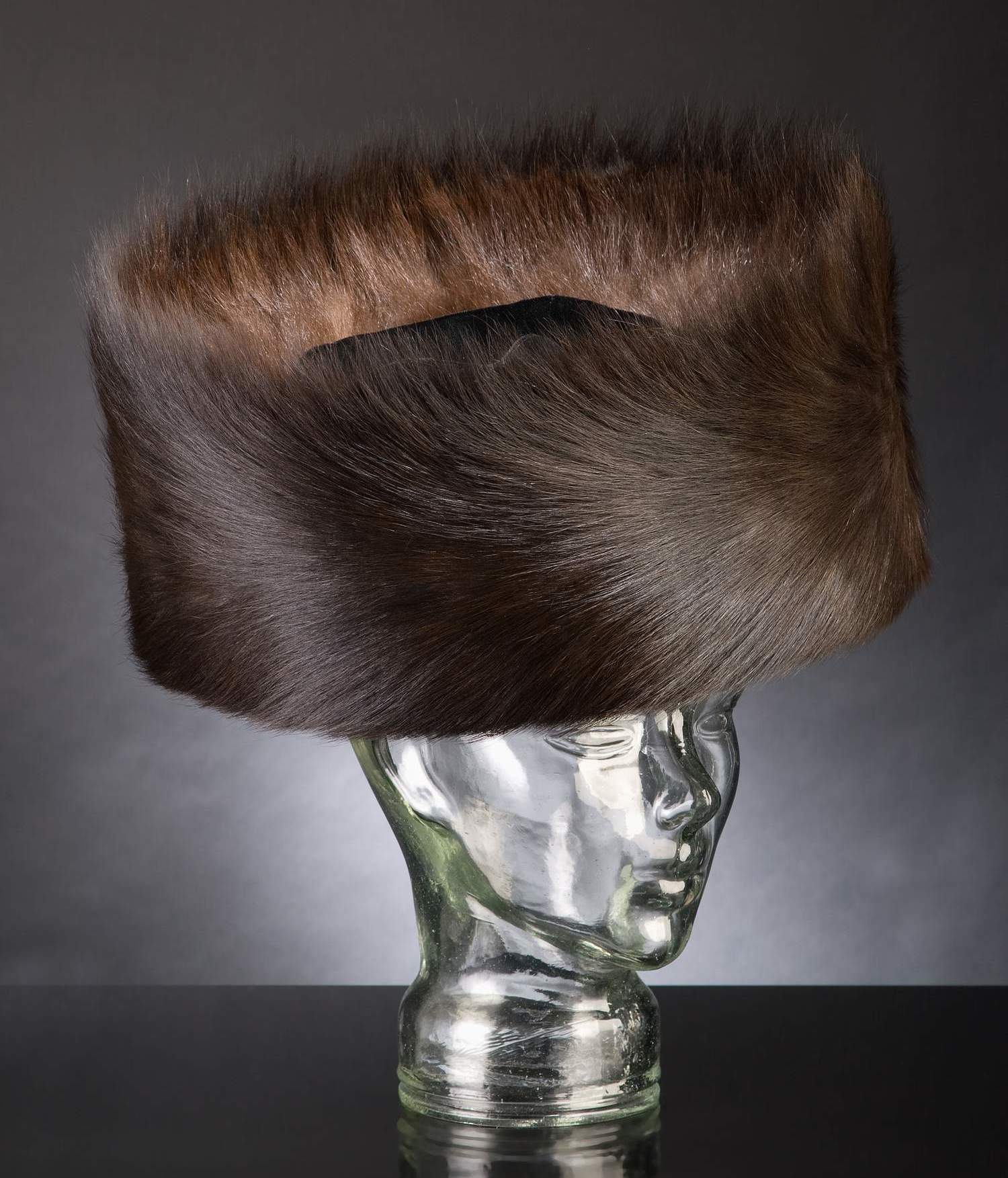
Sztrajmł (Schtreimel) – noszona przez Żydów chasydzkich w szabat i w dni świąteczne
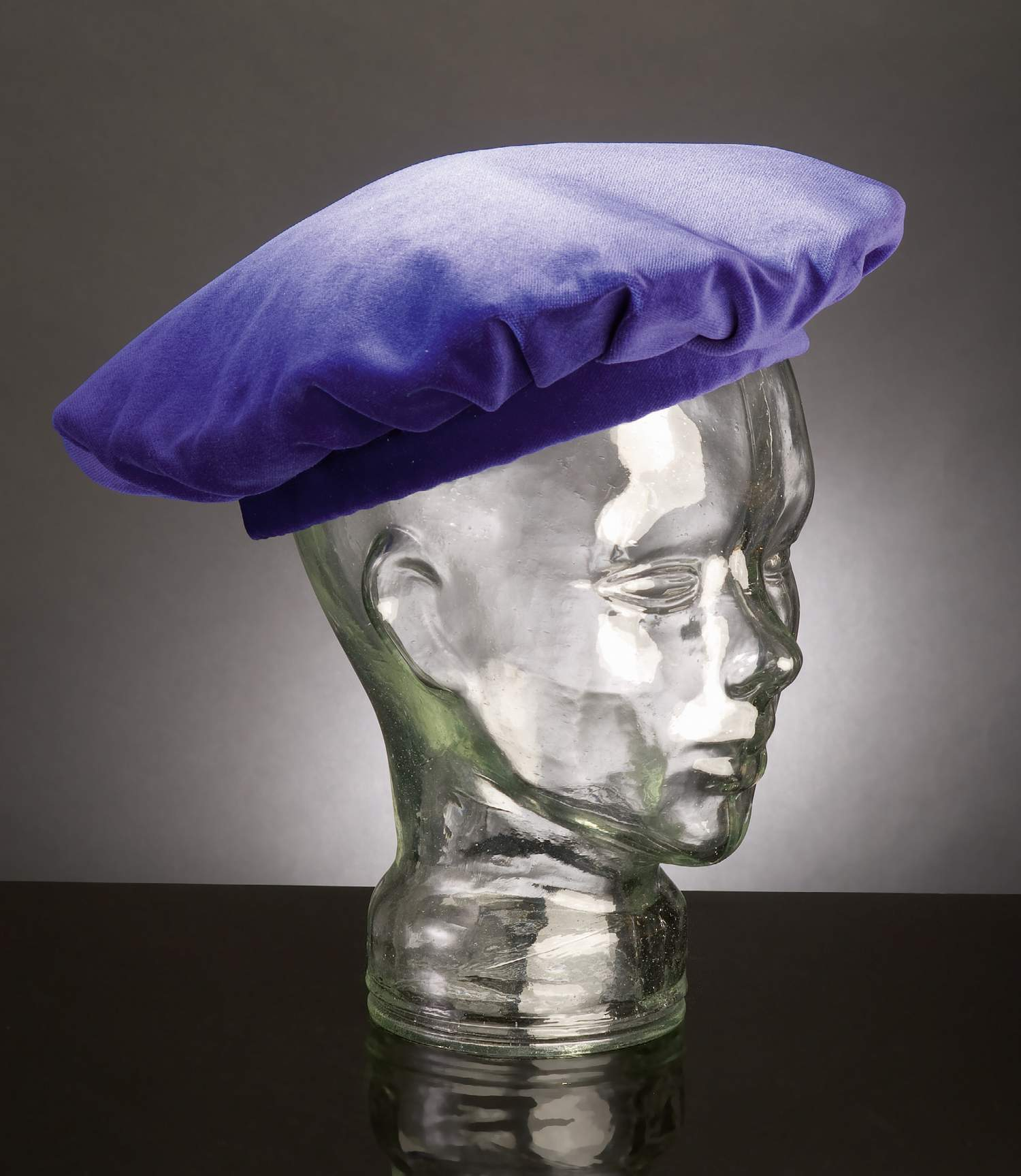
Barett Kurhessen-Waldeck – noszony przez księży protestanckich w czasie posługi poza kościołem
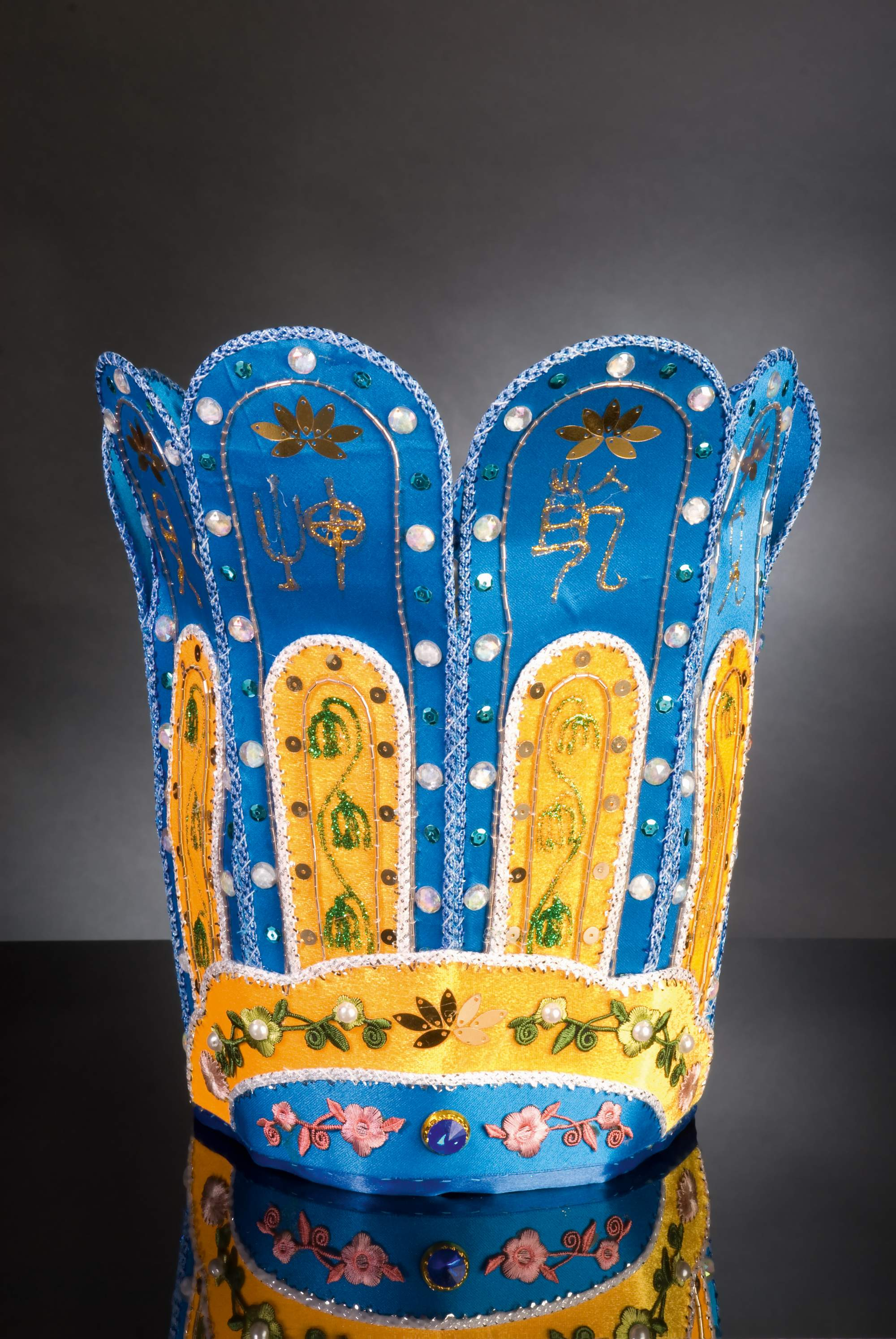
Tam Quam Mao – noszony w kaodaizmie przez kardynałów partii niebieskiej
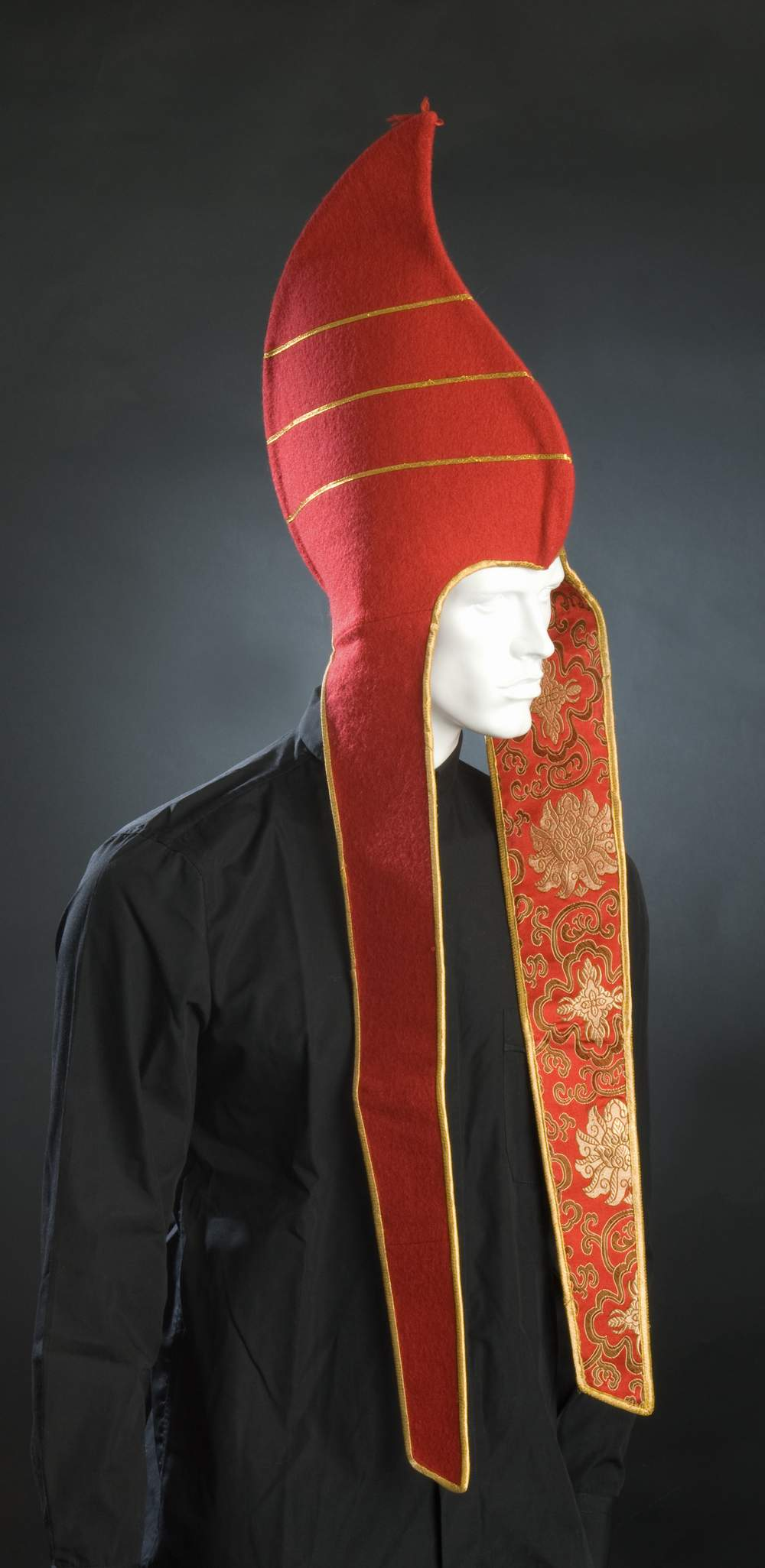
Pan Zva (kapelusz z długimi uszami) – noszony w buddyzmie tybetańskim przez panditów szkoły Nyingma
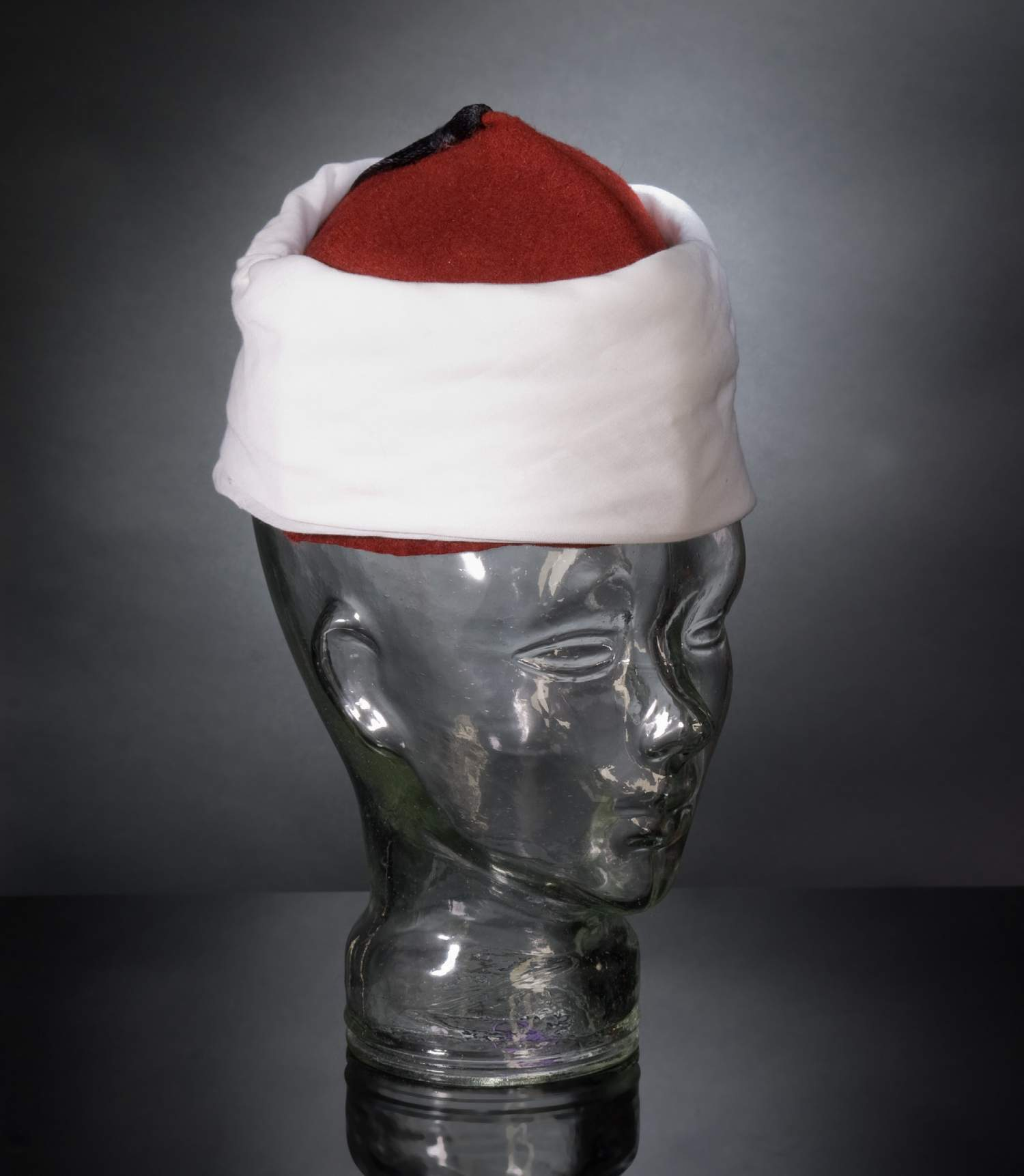
Imam Sarik – noszony przez muzułmańskich imamów głównie w Egipcie
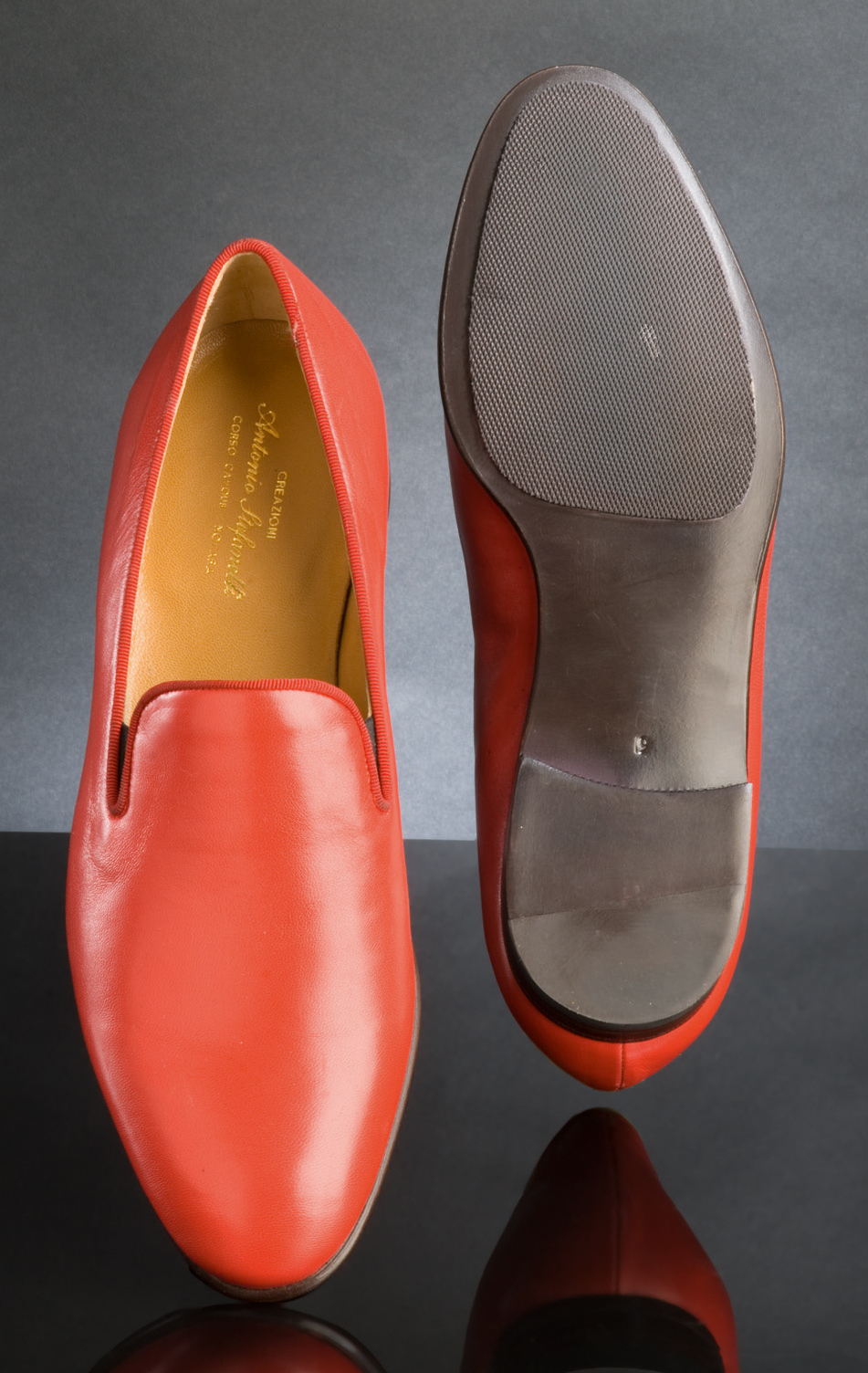
Czerwone mokasyny, wyprodukowane przez papieskiego szewca Adriano Stefanelli, Novara – noszone przez papieża Benedykta XVI.